# Medinilla fengii
Medinilla fengii är en tvåhjärtbladig växtart som först beskrevs av Shiu Ying Hu, och fick sitt nu gällande namn av Cheng Yih Wu och Chieh Chen. Medinilla fengii ingår i släktet Medinilla och familjen Melastomataceae. Inga underarter finns listade i Catalogue of Life.